# 匯漢控股
匯漢控股有限公司，簡稱匯漢控股（英語：ASIA ORIENT HOLDINGS LIMITED，港交所：0214），在1996年6月28日，由匯漢實業有限公司組成控股公司，並在1996年9月17日作介紹形式上市。
業務包括經營物業管理、發展及投資、酒店投資及營運、飲食服務、旅遊代理，以及金融投資業務，旗下泛海國際集團有限公司，以及泛海酒店集團有限公司，全屬在香港交易所上市。
董事會成員則個別也是家族成員，包括馮兆滔（主席）、林迎青博士（副主席）、潘政（董事總經理兼行政總裁）等。總部位於香港灣仔駱克道33號萬通保險大廈30樓。

## 連結
- AsiaOrient.com.hk（页面存档备份，存于）